# Trzęsienia ziemi ery Ansei
Trzęsienia ziemi Ansei (jap. 安政の大地震 Ansei-no dai-jishin) – seria trzech ogromnych trzęsień ziemi, które wystąpiły w Japonii w erze Ansei (1854–1855).

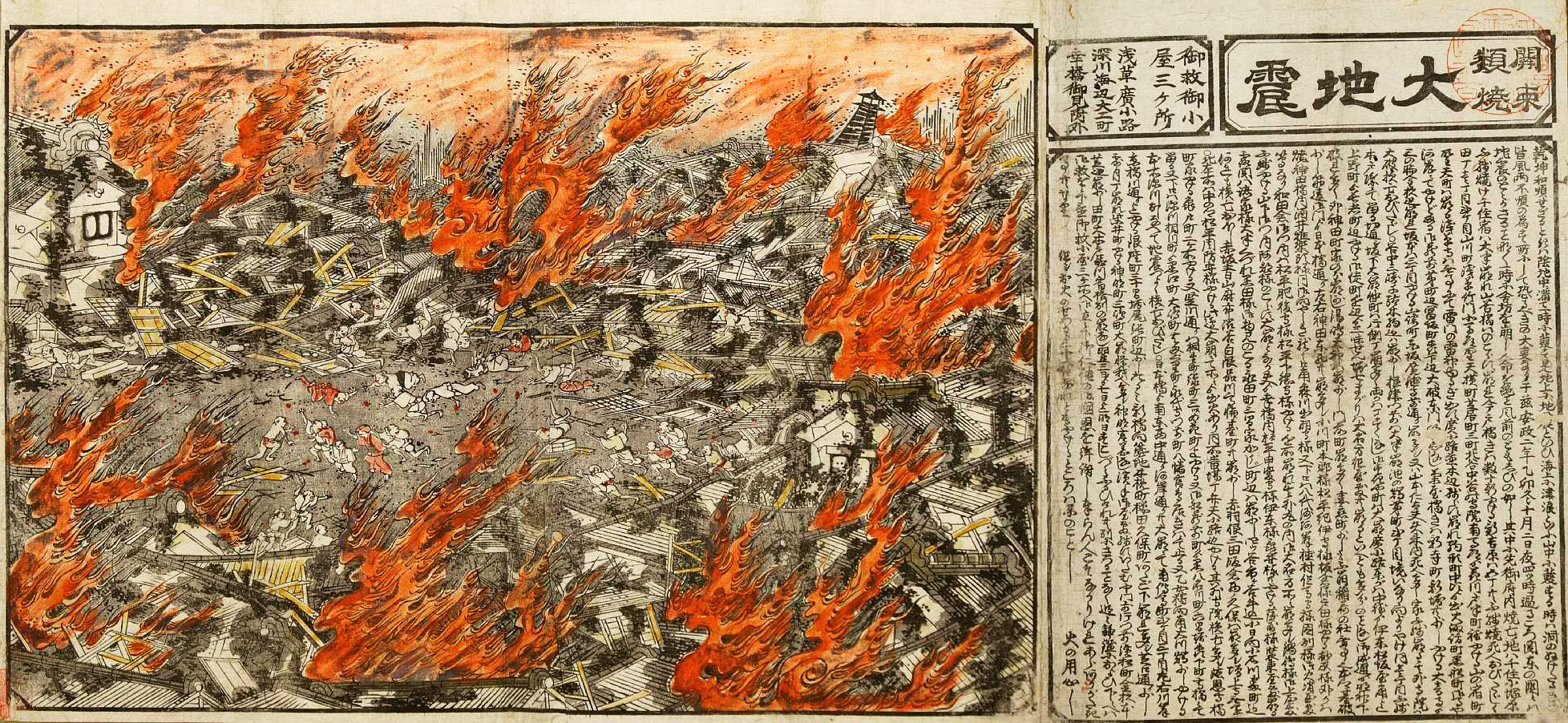
Trzęsienia ziemi Ansei 1855

- Trzęsienie ziemi Ansei Tōkai (jap. 安政東海地震 Ansei Tōkai-jishin) o sile 8,4 stopni w skali Richtera, które wystąpiło 23 grudnia 1854 roku. Epicentrum wstrząsu rozciągało się od zatoki Suruga w głąb Oceanu Spokojnego. Uderzyło głównie region Tokai, ale zniszczenia dotknęły również Edo (obecnie Tokio). Występujące po trzęsieniu ziemi tsunami spowodowało ogromne straty na wybrzeżu półwyspu Bōsō (obecnie prefektura Chiba) i w prowincji Tosa (obecnie prefektura Kōchi).

- Trzęsienie ziemi Ansei Nankai (jap. 安政南海地震 Ansei Nankai-jishin) o sile 8,4 stopni w skali Richtera, które wystąpiło 24 grudnia 1854 roku. Zginęło ponad 10 tys. ludzi na obszarze od Tokai do Kiusiu.

- Trzęsienie ziemi Ansei Edo (jap. 安政江戸地震 Ansei Edo-jishin) o sile 6,9 stopni w skali Richtera, które wystąpiło w Edo 11 listopada 1855 roku. Pierwsze wstrząsy nastąpiły po godz. 22:00 i do świtu powtórzyły się około 30 razy. Epicentrum znajdowało się niedaleko ujścia rzeki Ara (Ara-kawa). W mieście zanotowano 6 641 zgonów i 2 759 rannych, duża część miasta została zniszczona przez pożar. Ten wstrząs, wyjątkowo niszczycielski, spowodowany był silnym naporem pomiędzy płytami: pacyficzną i filipińską.

Inne ogromne wstrząsy które wystąpiły w tamtym czasie to również:
- wstrząsy w regionie Iga - 7,4 stopnia w skali Richtera na Kiusiu i Sikoku 7 listopada 1854;
- trzęsienie ziemi Hietsu (jap. 飛越地震 Hietsu jishin), które wystąpiło w rejonie Hietsu 9 kwietnia 1858.